# Брауни, Омар
Омар Эсекьель Брауни Суньига (исп. Omar Ezequiel Browne Zúñiga; 3 мая 1994, Панама, Панама) — панамский футболист, правый полузащитник клуба «Тауро» и сборной Панамы.

## Карьера

### Клубная карьера
Брауни начал футбольную карьеру в клубе «Миллениум» во втором по уровню дивизионе Панамы. В дальнейшем выступал за клубы высшей панамской лиги — «Пласа Амадор», «Спортинг Сан-Мигелито», «Чоррильо» и «Индепендьенте». В начале 2014 года проходил просмотр в клубе MLS «Сиэтл Саундерс», но не был подписан. Брауни забил по голу в обоих матчах «Индепендьенте» против канадского «Торонто» в ⅛ финала Лиги чемпионов КОНКАКАФ 2019.
16 апреля 2019 года Брауни был взят канадским клубом MLS «Монреаль Импакт» в аренду до конца сезона с опцией выкупа. Дебютировал за квебекцев 28 апреля в матче против «Чикаго Файр», отметившись голом, принёсшим победу с минимальным счётом 1:0. 12 августа «Индепендьенте» отозвал Брауни из аренды.
В январе 2020 года Брауни отправился в аренду в клуб чемпионата Коста-Рики «Сан-Карлос» на клаусуру 2020. За «быков Севера» дебютировал 29 января в матче против «Алахуэленсе». 20 февраля в первом матче ⅛ финала Лиги чемпионов КОНКАКАФ 2020 против американского «Нью-Йорк Сити» забил свой первый гол за «Сан-Карлос». 5 мая «Сан-Карлос» был вынужден досрочно завершить аренду Брауни, так как из-за чрезвычайного положения объявленного по причине пандемии COVID-19 границы Коста-Рики были закрыты и игрок не мог вернуться из родной Панамы.
28 июля 2020 года Брауни подписал четырёхлетний контракт с клубом чемпионата Израиля «Хапоэль Тель-Авив». Дебютировал за «Хапоэль Тель-Авив» 8 августа в матче Кубка Тото 2020/21 против «Ашдода». 22 сентября «Хапоэль» расторг контракт с Брауни.
После недолгого пребывания в Европе Брауни вернулся в Панаму, где вновь присоединился к «Индепендьенте».
16 июня 2021 года Брауни был взят в аренду клубом Канадской премьер-лиги «Фордж». Однако, из-за проблем с визой он не смог прибыть в Канаду и тренировался с «Индепендьенте». Присоединился к «Форджу» 24 сентября. Дебютировал за «Фордж» 25 сентября, забив победный гол в матче против «Пасифика». 24 января 2022 года «Фордж» продлил аренду Брауни на сезон 2022, но он так и не вернулся в Канаду.
14 ноября 2022 года Брауни был представлен клубом «Тауро» в качестве усиления для апертуры 2023. За «Тауро» он дебютировал 14 января 2023 года в матче стартового тура апертуры против «Альянсы». 21 января в матче против «Спортинга Сан-Мигелито» забил свои первые голы за «Тауро», сделав дубль.

### Международная карьера
В составе сборной Панамы до 17 лет Брауни участвовал в юношеских чемпионатах КОНКАКАФ и мира 2011 года.
За первую сборную Панамы Брауни дебютировал 17 апреля 2018 года в товарищеском матче со сборной Тринидада и Тобаго.
Брауни был включён в состав сборной Панамы на Золотой кубок КОНКАКАФ 2019.

## Достижения
Командные
 «Индепендьенте»
- Чемпион Панамы: 2018 (к), 2020 (к)

 «Монреаль Импакт»
- Победитель Первенства Канады: 2019